# 张强医生集团
张强医生集团是中華人民共和國一家民營醫療機構，總部位於上海市，成立於2014年7月1日。創始人為中華人民共和國心血外科醫生張強。

## 外部連結
- 官方网站